# Eldgjá

Ófærufoss 1975

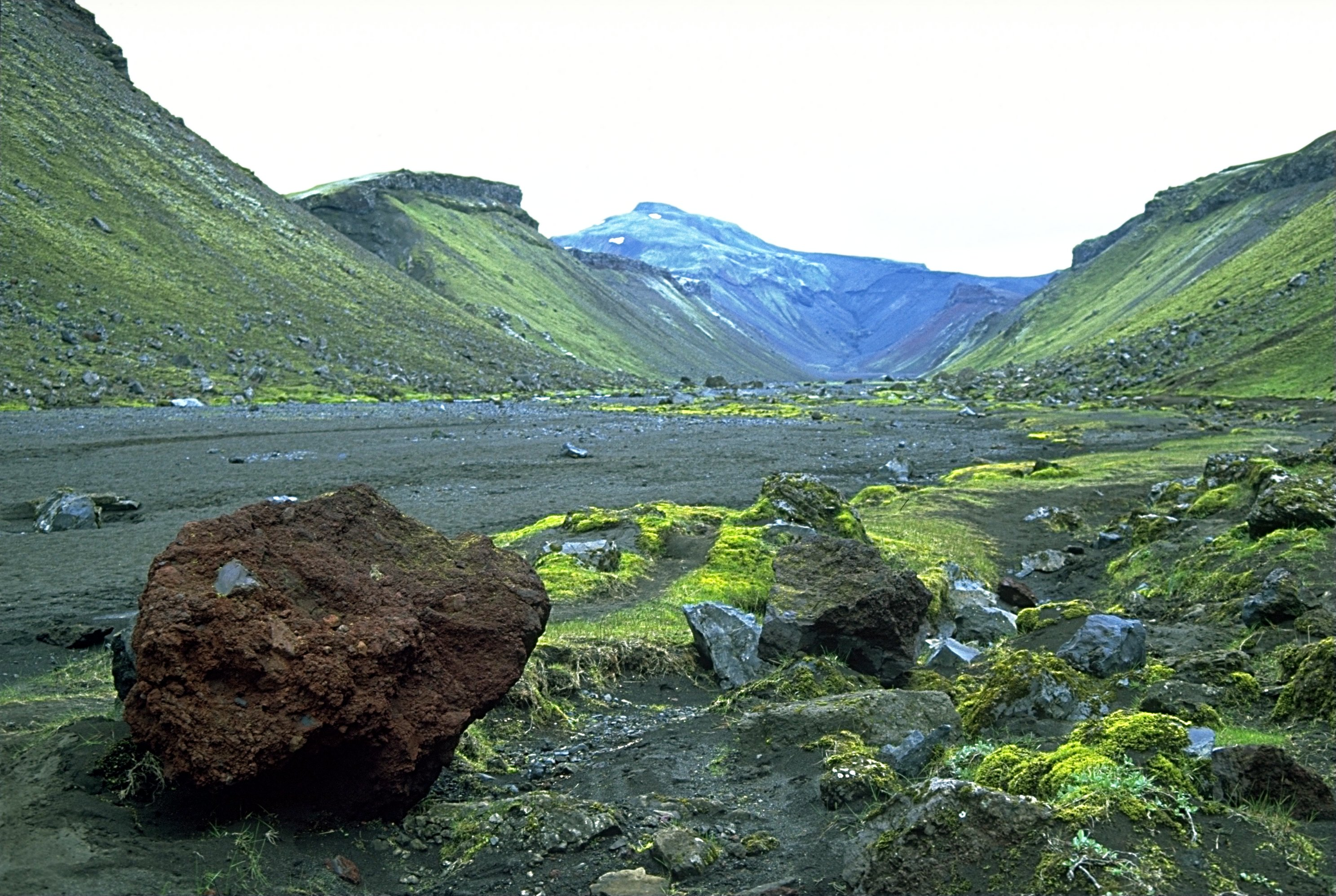
Eldgjá

Bei der Eldgjá (isl. Feuerschlucht) handelt es sich um eine ca. 8 km lange Schlucht, den zentralen Teil der 75 km langen gleichnamigen Vulkanspalte, die zum Vulkansystem des Zentralvulkans Katla auf Island gehört.

## Lage und Entdeckung
Die Schlucht Eldgjá liegt im Süden des Hochlandes zwischen Landmannalaugar und Kirkjubæjarklaustur in der Gemeinde Skaftárhreppur und ist bis zu 150 m tief und bis zu 600 m breit. Þorvaldur Thoroddsen entdeckte die Schlucht am 22. Juli 1893.

## Ausbruchsserie 939/40
Die Eldgjá entstand bei einem Ausbruch Mitte des 10. Jahrhunderts, der beachtliche Ausmaße gehabt haben muss, denn die ausgeflossene Lavamenge wird auf über 18 Kubikkilometer und die in die Luft geschleuderte Tephra auf 1,4 Kubikkilometer geschätzt. 1995 konnte der Ausbruch auf der Grundlage der Analyse von Proben des grönländischen Eisschilds im Rahmen des GISP2-Projekts und der Dendrochronologie auf 938 ± 4 datiert werden. Mit Hilfe des Eintrags CS 939 im Chronicon Scotorum, einem irischen Text mit Annalen, die vermutlich ursprünglich in Clonmacnoise entstanden sind, konnte das Ereignis im Rahmen einer darauf aufbauenden Analyse von 1997 präziser auf das Jahr 939 datiert werden. Der Eintrag berichtet von einer blutroten Sonne, beginnend vom frühen Morgen bis zum Mittag des folgenden Tages. Diese Beobachtung wird auf die mindestens 14 km Höhe erreichende Eruptionssäule des Eldgjá zurückgeführt, die die Stratosphäre erreichte. In Verbindung mit den vorherigen Erkenntnissen ließ sich der Zeitpunkt der Eruption auf Frühjahr 939 präzisieren. Der Ausbruch wird mit Berichten über einen sehr kalten Winter 939/940 in Verbindung gebracht, begleitet von schlechten Ernten und Hungersnöten. Darüber hinaus ließen sich in den nachfolgenden Jahren erhebliche Temperatur- und Niederschlagsschwankungen auf der gesamten Nordhalbkugel nachweisen und es wird auch ein Zusammenhang mit der Christianisierung Islands gesehen.

### Vermutliche Abfolge der Ausbruchsserie
Die Ausbruchsserie begann mit einem gewaltigen explosiven Ausbruch am Südwestende der Ausbruchsspalte, die unter dem Mýrdalsjökull liegt. Dies löste Gletscherläufe in östliche Richtung über den Mýrdalssandur und auch über den Mælifellssandur in nördliche Richtung aus. Gleichzeitig gab es einen Ausbruch in der Caldera der Katla. Dem schlossen sich effusive Ausbrüche im nördlich an den Mýrdalsjökull anschließenden eisfreien Teil der Spalte an.
Der mittlere Teil der Spalte, die eigentliche Schlucht Eldgjá entstand in der nächsten Phase des Ausbruchs. Schließlich gab es ebenfalls Ausbrüche im Nordosten am Rand des Vatnajökull. Die jeweiligen Ausbruchsserien begannen mit einer explosiven und endeten mit einer effusiven Phase.
Insgesamt dauerten die Ausbrüche ca. 3–4 Jahre oder, nach neueren Untersuchungen, vom Frühling 939 bis Herbst 940.

### Spuren der Eruption
Die Wälle der Schlucht bestehen aus Palagonit, sind jedoch bedeckt mit Schlacken. Einige Spuren lassen auf das Vorhandensein von Lavasäulen schließen. Die Schlackenkrater auf dem Boden der Eldgjá dürften damals auch aktiv gewesen sein.

### Umwelteinfluss
Was die Umweltauswirkungen anging, war Eldgjá eine der größten Eruptionen in historischer Zeit, die diejenige der Lakikrater, aber auch die des Tambora von 1815 bei weitem hinter sich lässt. Sie speiste 219 Mill. Tonnen Schwefeldioxid in die Atmosphäre ein, wo sie mit Wasser und Sauerstoff reagierten und zu 450 Mill. Tonnen Schwefelsäure wurden. Die Aerosole müssen einen Großteil der Nördlichen Hemisphäre bedeckt haben.
Im Jahr 940 kam es in Zentraleuropa, Skandinavien, Zentralasien und Teilen Kanadas zu einem deutlich kühleren Sommer als gewöhnlich. Die Chronicon Scotorum erwähnen für das Jahr 939 blutrotes Sonnenlicht. Die Res gestae Saxonicae und weitere historische Quellen aus Irland und China deuten auf strenge Winter 939/40 bzw. 940/41. In Ägypten fiel der Nilpegel besonders niedrig aus, in der inneren Mongolei fiel im Sommer 939 Schnee.

### Einfluss auf die Bevölkerung
Die Auswirkungen auf die Bevölkerung müssen verheerend gewesen sein. Interessanterweise erwähnt jedoch keine der bekannten isländischen Quellen zum Mittelalter den Ausbruch direkt, weder das Landnahmebuch (Landnámabók) noch das Isländerbuch (Íslendingabók), die Geschichte Islands des Gelehrten Ari fróði. Verschiedene Theorien existieren über diese auffallende Schweigsamkeit hinsichtlich eines so bedeutenden Ereignisses. U.a. vermutet man, man hätte keine weiteren Siedler von Island abschrecken wollen.
Möglicherweise spiegeln sich aber der Ausbruch und seine Folgen, den die frühen Siedler in Island erlebt hatten, in einigen Strophen der Völuspá, dem ersten Götterlied des Codex Regius (Edda). Für die Jahre 939–941 sind aus Teilen Europas, Chinas und aus Persien Missernten und Hungersnöte überliefert.

## Wasserfall Ófærufoss
Ein Wasserfall, der Ófærufoss, befindet sich in der Schlucht. Er war früher über eine Naturbrücke zu überqueren, die allerdings infolge der Schneeschmelze im Winter 1992/1993 einstürzte.

## Verkehrsanbindung
Die Eldgjá ist von Süden her über Skaftártunguvegur 208 und die Hochlandstraße Fjallabaksleið nyrðri  von der Ringstraße zu erreichen. Dabei müssen mehrere Flüsse gefurtet werden. Die Hochlandstraße führt über Landmannalaugar weiter bis an das südliche Ende der Sprengisandur-Hochlandpiste. Nordöstlich der Eldgjá liegen die Laki-Krater.

### Wissenschaftliche Beiträge
- Katla im Global Volcanism Program der Smithsonian Institution (englisch)
- Übersichtsartikel zum Katlavulkan, Nordisches Vulkanologisches Institut, Univ. Island (englisch)
- Magnús T. Guðmundsson, Guðrún Larsen, Ármann Höskuldsson, Ágúst G. Gylfason: Volcanic Hazards in Iceland. (PDF; 3,5 MB) (englisch)
- Margrét T. Jónsdóttir: Katla. Bygging og eldvirkni. (PDF; 1,3 MB) (isländisch)

### Photos
- http://isafold.de/strutsstigur02/mg_ofaerufoss.htm (Photo)

### Andere
- Die Eldgjá